# Internationaler Chopin-Wettbewerb

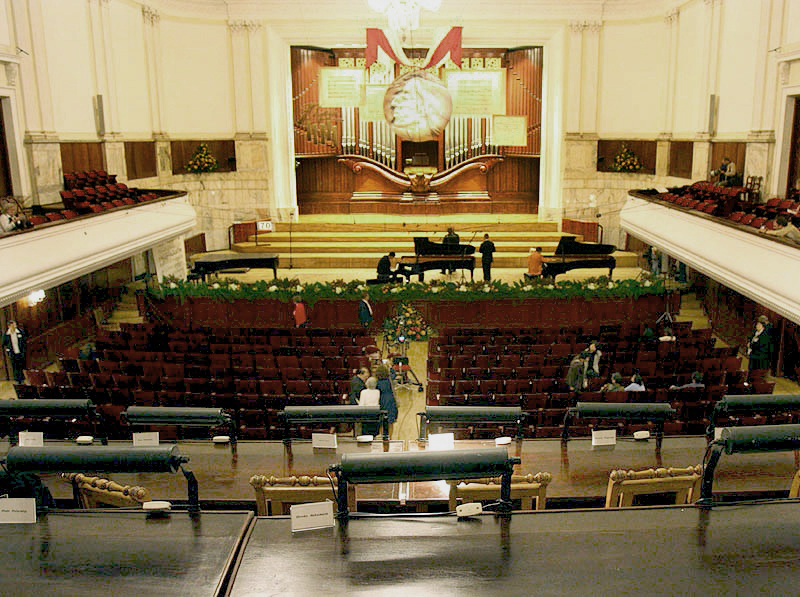
Saal der Warschauer Nationalphilharmonie während des Internationalen Chopin-Wettbewerbs 2005

Der Internationale Chopin-Wettbewerb (poln.: Międzynarodowy Konkurs Pianistyczny im. Fryderyka Chopina) ist einer der ältesten und angesehensten Musikwettbewerbe der Welt. Er gehört ferner zu den wenigen Klavierwettbewerben, die dem Werk eines einzigen Komponisten gewidmet sind.
Der Hauptgedanke des Wettbewerbs ist die Förderung junger Pianisten, die Teilnehmer dürfen 17 bis 28 Jahre alt sein. Auf die Sieger warten lukrative Verträge in den besten Konzerthäusern.

## Geschichte

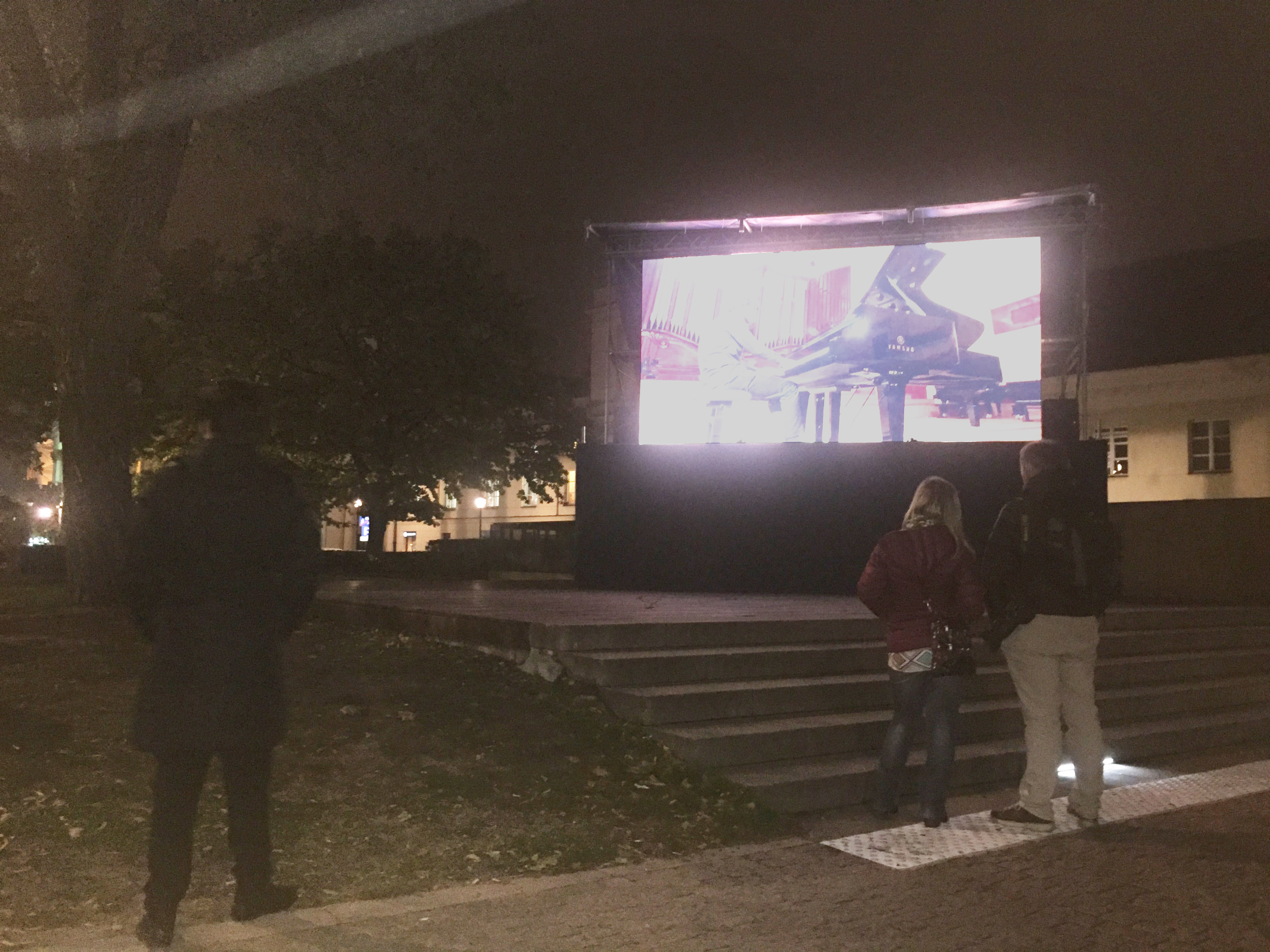
Public Viewing beim Internationalen Chopin-Wettbewerb 2015

Der erste Wettbewerb fand 1927 in der Warschauer Nationalphilharmonie statt, als Initiator gilt der polnische Pianist und Pädagoge Jerzy Żurawlew.
Weitere Veranstaltungen fanden 1932 und 1937 statt, nach der kriegsbedingten Unterbrechung wurde der Wettbewerb 1949 und 1955 durchgeführt. Seit 1955 finden die Wettbewerbe in einem 5-Jahre-Rhythmus statt.
Die Veranstaltung gehört seit 1957 zu der World Federation of International Music Competitions und wird seit 1960 von der Chopin-Gesellschaft organisiert.
1980 legte Martha Argerich, Jury-Mitglied und ehemalige Gewinnerin, ihr Mandat während des Wettbewerbs nieder, nachdem der Teilnehmer Ivo Pogorelich nicht ins Finale gekommen war.
Die Wettbewerbe in den 1990er Jahren spiegeln die Krisen wieder, die Polen in der Zeit der Transformationsphase und des politischen Systemwechsels prägten. In den Jahren 1990 und 1995 wurde kein erster Preis vergeben und das öffentliche Interesse am Wettbewerb ging zurück. Ausdruck der Krise war auch die öffentliche Diskussion über das Bewertungssystem der Jury, das mehrfach reformiert wurde.
Im Jahr 2015 wurde das Finale der Kandidaten erstmals von der Deutschen Grammophon mit der Absicht aufgezeichnet, den Beitrag des Gewinners als Tonträger zu veröffentlichen. Der Wettbewerb wurde in Gänze von sechs Kameras aufgenommen und im polnischen Fernsehen, im Internet, und als Public Viewing auf Großleinwände in Warschau live übertragen.
Der ursprünglich für das Jahr 2020 geplante Wettbewerb wurde aufgrund der Corona-Pandemie abgesagt und fand stattdessen im Jahre 2021 statt.

## Jury-Mitglieder

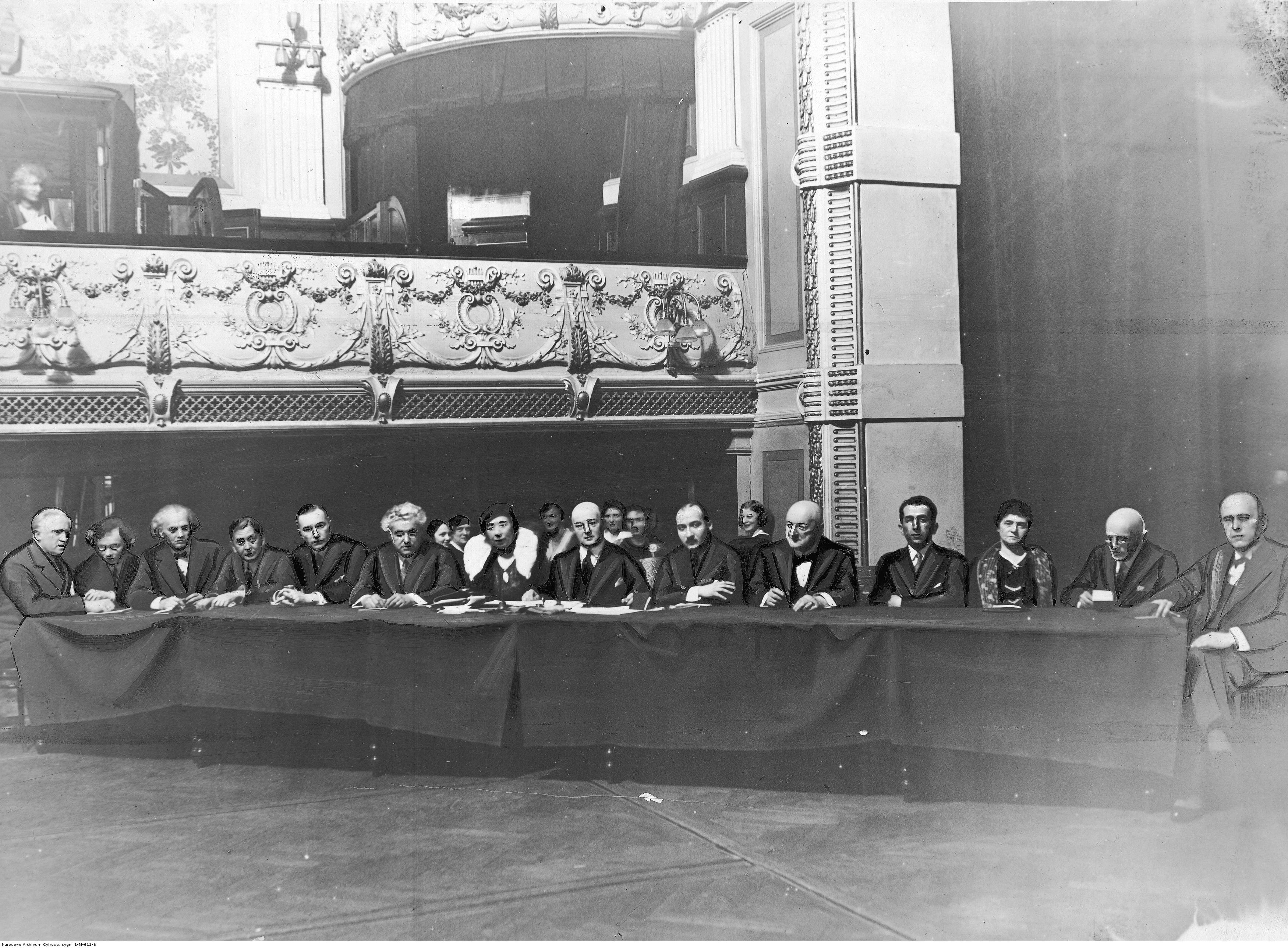
Jury des 2. Chopin Wettbewerbs 1932. Von links: Marian Dąbrowski, pl:Józef Turczyński, de:Eugeniusz Morawski-Dąbrowa, Juliusz Kaden-Bandrowski, Józef Śmidowicz, de:Paul Weingarten, Marguerite Long, Adam Wieniawski, de:Carlo Zecchi, Stanisław Niewiadomski, de:Zbigniew Drzewiecki, Zofia Rabcewiczowa, de:Franciszek Brzeziński, pl:Jerzy Żurawlew

Bedeutende Musiker und Komponisten wirkten als Jury-Mitglieder, so z. B. Martha Argerich, Vladimir Ashkenazy, Stefan Askenase, Wilhelm Backhaus, Paul Badura-Skoda, Nadia Boulanger, Dang Thai Son, Bella Davidovich, Philippe Entremont, Fou Ts'ong, Nelson Freire, Vera Gornostayeva, Arthur Hedley, Alfred Hoehn, Mieczysław Horszowski, Vladimir Krainev, Marguerite Long, Lazare Lévy, Loris Margaritis, Nikita Magaloff, Arturo Benedetti Michelangeli, Heinrich Neuhaus, Vlado Perlemuter, Maurice Ravel, Arthur Rubinstein, Emil von Sauer, Magda Tagliaferro, Karol Szymanowski, Witold Lutosławski, Lidia Grychtołówna, Adam Harasiewicz und Li Yundi.

## Durchführung
Bewerber senden eine Videoaufzeichnung des vorgeschriebenen Repertoires der 1. Runde des Wettbewerbs ein, um sich zunächst für die Ausscheidungsrunde zu qualifizieren. Im Jahre 2015 trafen 445 Einsendungen von Bewerbern aus 27 Ländern ein, von denen 160 Kandidaten zur Vorausscheidung nach Warschau eingeladen wurden. Unter den Qualifikanten dominierten im Jahr 2015 Pianisten aus dem Fernen Osten, insbesondere aus China (26), Japan (25) und Südkorea (24). Ferner qualifizierten sich Bewerber aus Polen (21), Russland (11) und den Vereinigten Staaten (11). Aus Deutschland und der Schweiz bewarb sich je ein Pianist.
Von den 160 eingeladenen Bewerbern qualifizierten sich 80, die zur ersten Runde des eigentlichen Wettbewerbs eingeladen wurden. Vier Bewerber waren gesetzt, die sich bereits in anderen Wettbewerben unter den ersten drei Siegern befunden hatten. Letztlich nahmen 2015 78 Pianisten teil. Die Pianisten können den Flügel wählen, auf dem sie spielen wollen. Jeder Bewerber hat dafür 15 Minuten Zeit. 2015 konnte man zwischen Steinway, Yamaha, Kawai und Fazioli wählen. Für die zweite Runde verblieben 43 Kandidaten, für die dritte Runde 20 Kandidaten. 10 Pianisten durften schließlich an der Finalrunde teilnehmen.

### Vorgeschriebenes Repertoire

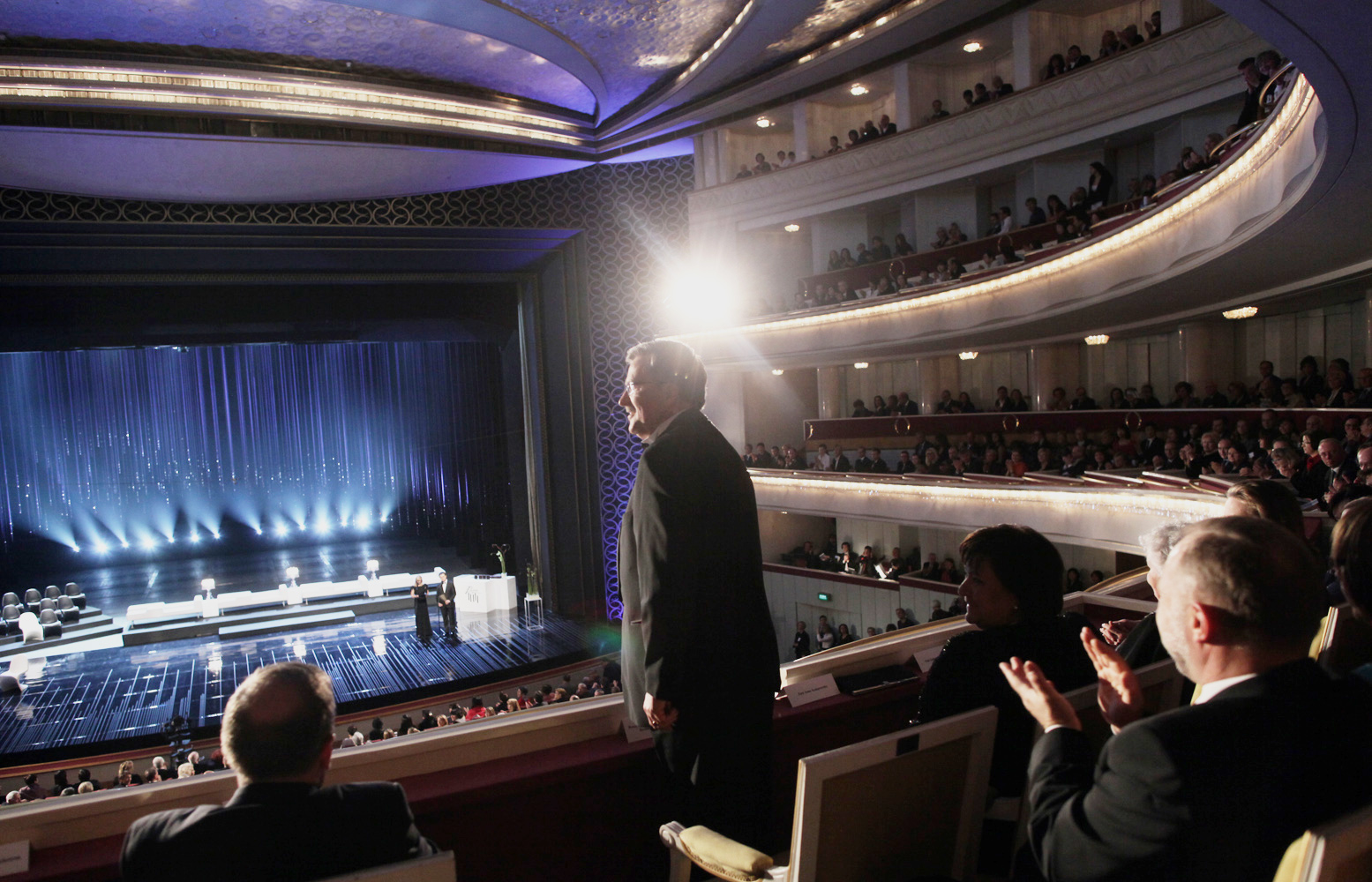
Der polnische Staatspräsident beim Konzert der Laureaten; 16. Internationaler Chopin-Wettbewerb in Warschau, 21. Oktober 2010

Für die einzelnen Runden ist jeweils ein Repertoire von Chopin-Werken vorgeschrieben, aus denen sich die Kandidaten Werke aussuchen können, die sie vortragen wollen. Man kann, wenn die vorgeschriebene Zeit nicht ausgefüllt ist, das Repertoire mit einem oder mehreren Chopin-Werken ergänzen. Die Stücke dürfen sich jedoch nicht in den einzelnen Runden wiederholen.

### 1. Runde
- eine Etüde aus Opus 10 (Nr. 1, C-Dur; Nr. 4, cis-Moll; Nr. 5, Ges-Dur; Nr. 8, F-Dur; Nr. 12, c-Moll) oder Opus 25 (Nr. 11, a-Moll)
- eine Etüde aus Opus 10 (Nr. 2, a-Moll; Nr. 7, C-Dur; Nr. 10, As-Dur; Nr. 11, Es-Dur) oder Opus 25 (Nr. 4, a-Moll; Nr. 5, e-Moll; Nr. 6, gis-Moll; Nr. 10, h-Moll)
- ein Nocturne aus Opus 9 (Nr. 3, H-Dur), Opus 27 (Nr. 1, cis-Moll; Nr. 2, des-Dur), Opus 37 (Nr. 2, G-Dur), Opus 48 (Nr. 1, c-Moll; Nr. 2, fis-Moll), Opus 55 (Nr. 2, Es-Dur), Opus 62 (Nr. 1, H-Dur; Nr. 2, E-Dur) oder eine Etüde aus Opus 10 (Nr. 3, E-Dur; Nr. 6, es-Moll) oder Opus 25 (Nr. 7, cis-Moll)
- eine der vier Balladen (Nr. 1 g-Moll op. 23; Nr. 2 F-Dur op. 38; Nr. 3 As-Dur op. 47; Nr. 4 f-Moll op. 52), die Barcarolle in Fis-Dur op. 60, die Fantasie in f-Moll oder eines der vier Scherzi (Nr. 1 in h-Moll op. 20; Nr. 2 in b-Moll op. 31; Nr. 3 in cis-Moll op. 39; Nr. 4 in E-Dur op. 54)

### 2. Runde
- eine der vier Balladen (Nr. 1 g-Moll op. 23; Nr. 2 F-Dur op. 38; Nr. 3 As-Dur op. 47; Nr. 4 f-Moll op. 52) oder die Barcarolle in Fis-Dur op. 60, die Fantasie in f-Moll oder eines der vier Scherzi (Nr. 1 in h-Moll op. 20; Nr. 2 in b-Moll op. 31; Nr. 3 in cis-Moll op. 39; Nr. 4 in E-Dur op. 54) oder die Polonaise-Fantasie in As-Dur op. 61
- einen der Walzer (Es-Dur op. 18; As-Dur op. 34 Nr. 1; F-Dur op. 34 Nr. 3; As-Dur op. 42; As-Dur op. 64 Nr. 3)
- eine der Polonaisen (Andante spianato und Polonaise Es-Dur op. 22; Fis-Moll op. 44; As-Dur op. 53) oder beide Polonaisen aus Opus 26

### 3. Runde
- Sonate in b-Moll op. 35 oder Sonate in h-Moll op. 58 oder alle Préludes op. 28
- Alle Mazurken aus Opus 17, 24, 30, 33, 41, 50, 56, oder 59

### Finalrunde
In der Finalrunde besteht die Auswahl nur aus den beiden Klavierkonzerten von Chopin:
- 1. Klavierkonzert in e-Moll op. 11 oder
- 2. Klavierkonzert in f-Moll, op. 21.

2015 entschieden sich neun Kandidaten das 1. Klavierkonzert vorzutragen, ein Bewerber entschied sich für das 2. Klavierkonzert. Sie spielen mit dem Warschauer philharmonischen Orchester in wechselnder Besetzung, aber demselben Dirigenten (Jacek Kaspszyk).

## Preisträger

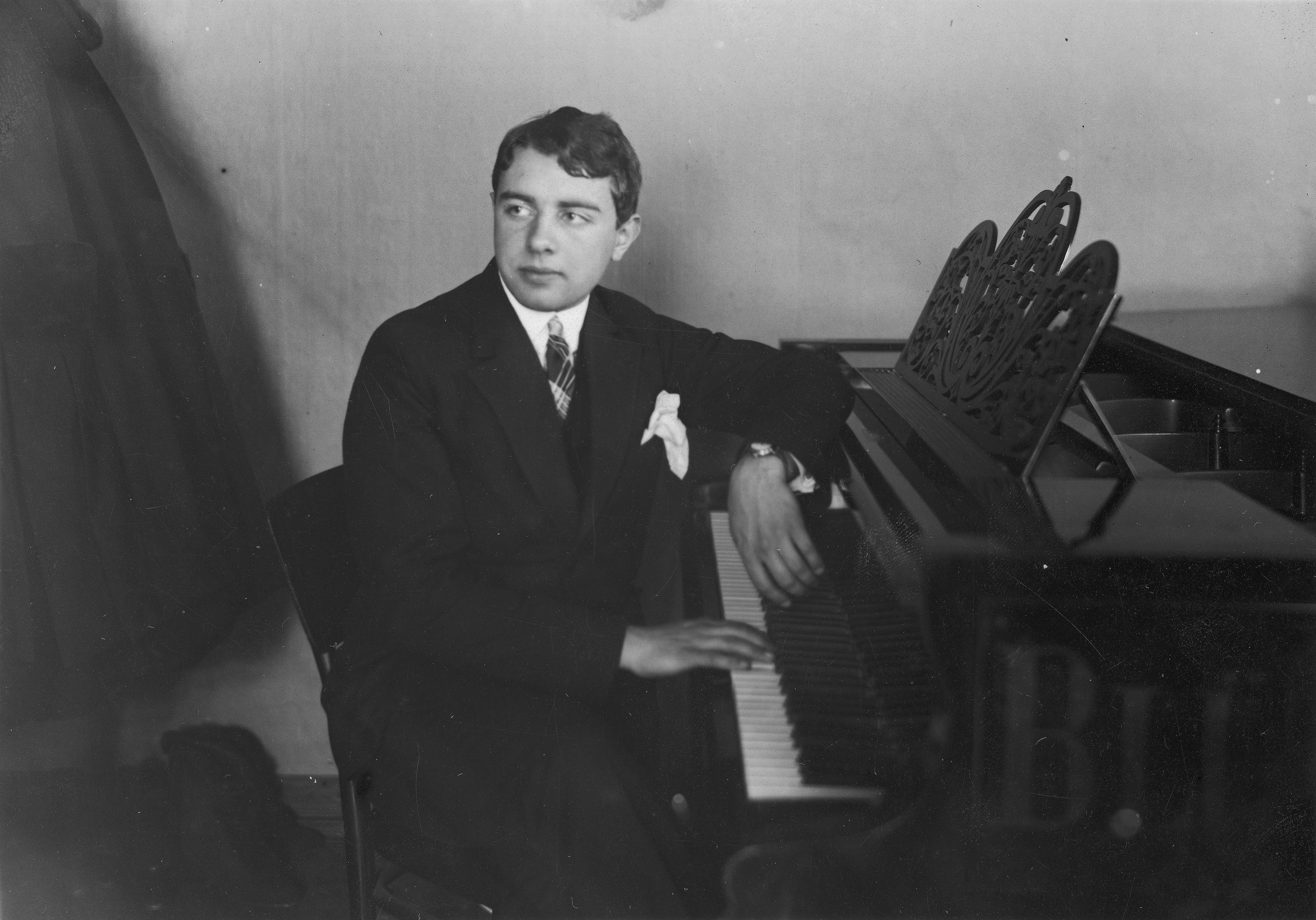
Lew Oborin, 1927
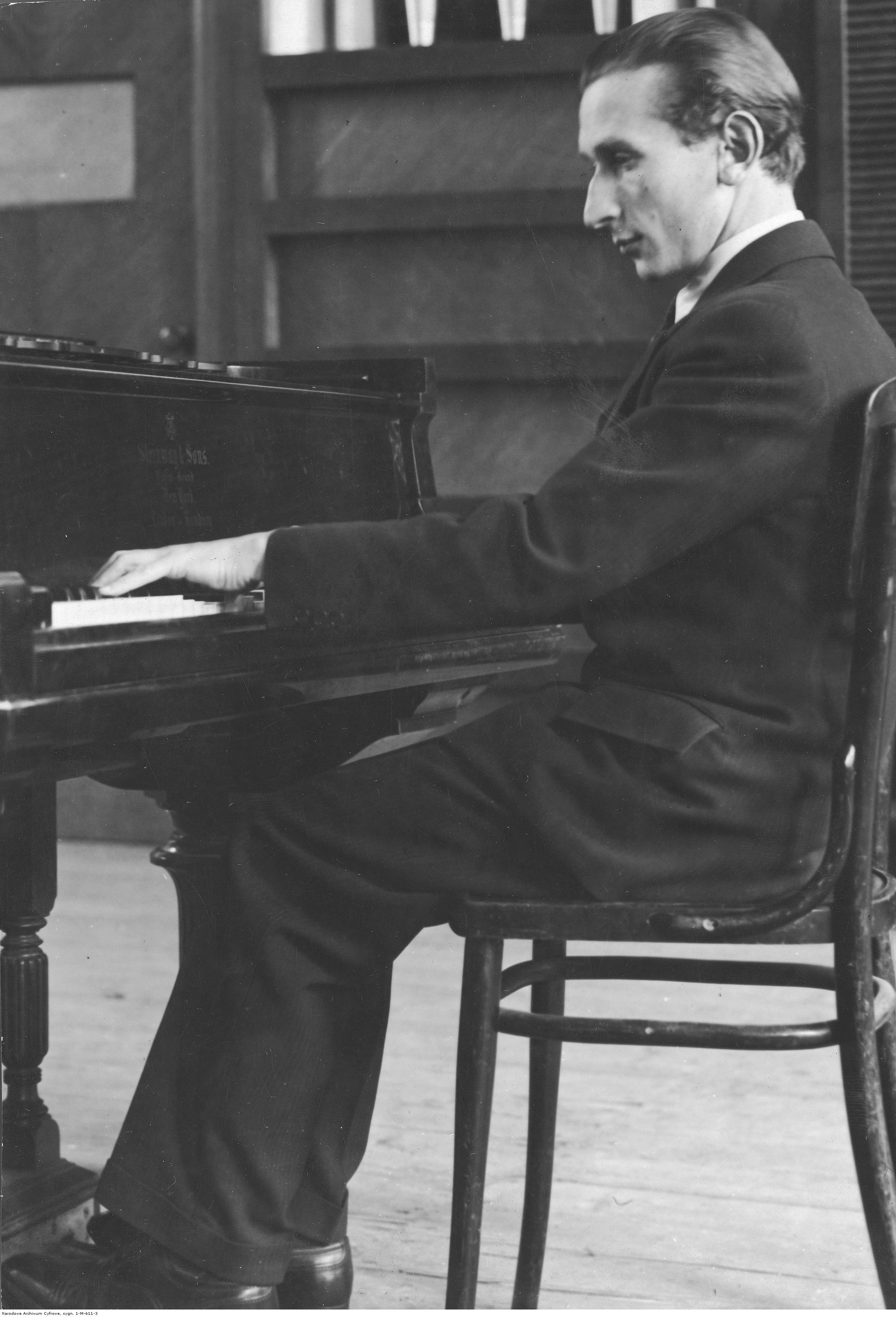
Alexandre Uninski, 1932
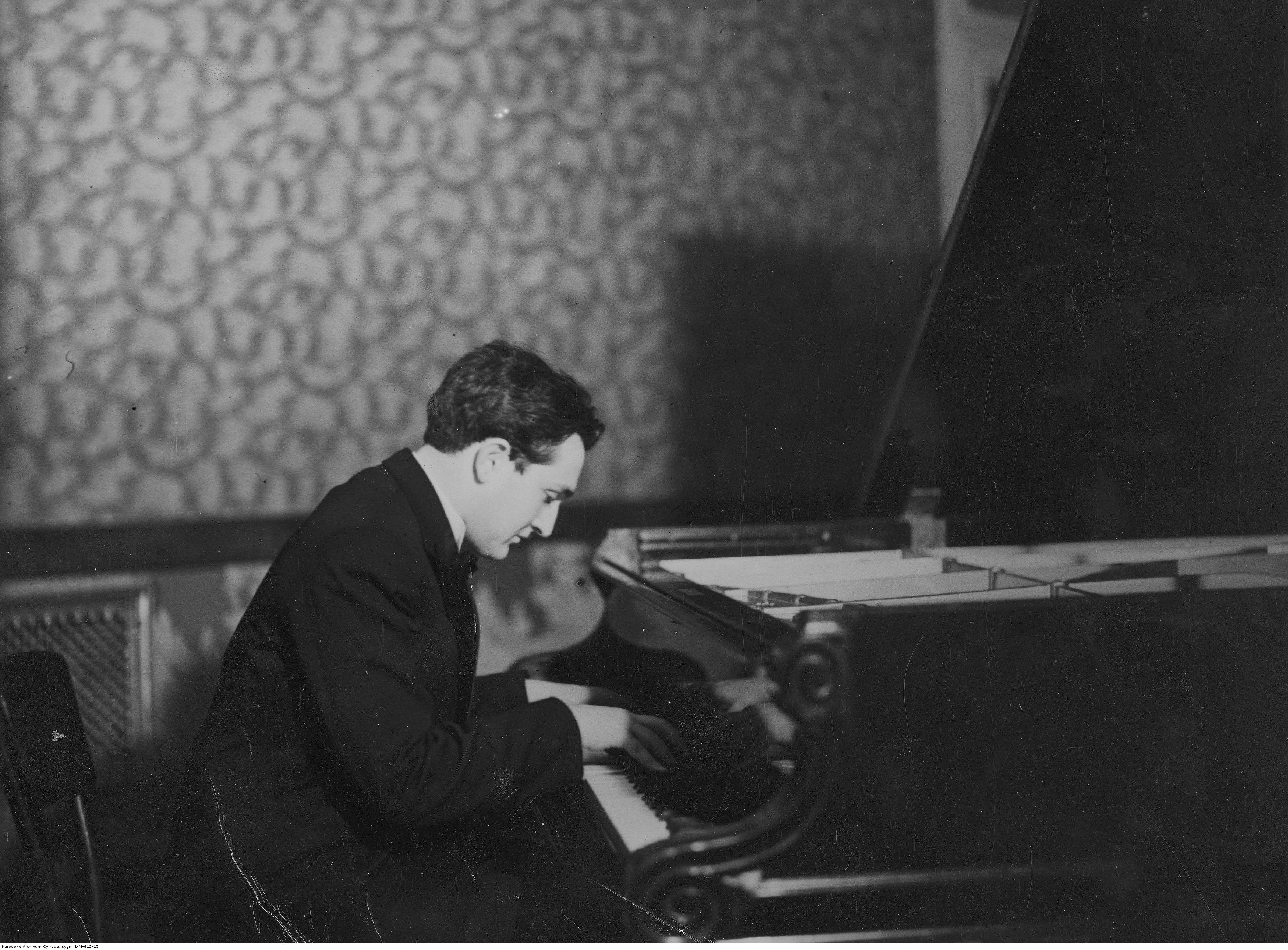
Jakow Sak, 1937
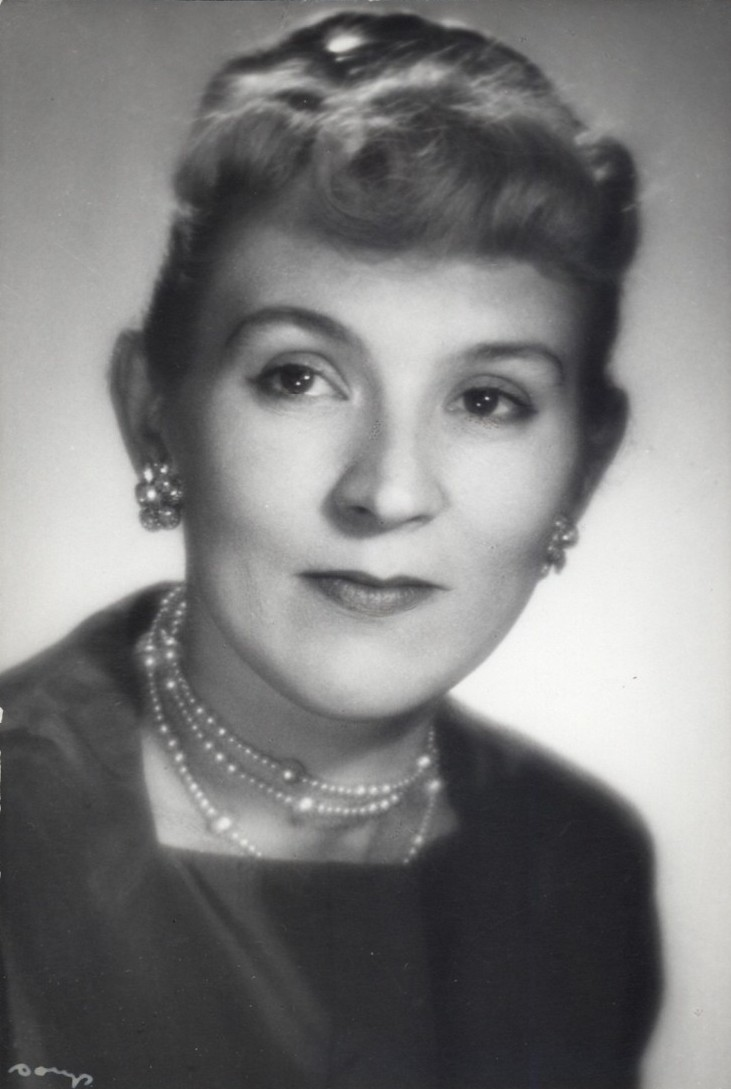
Halina Czerny-Stefańska, 1949
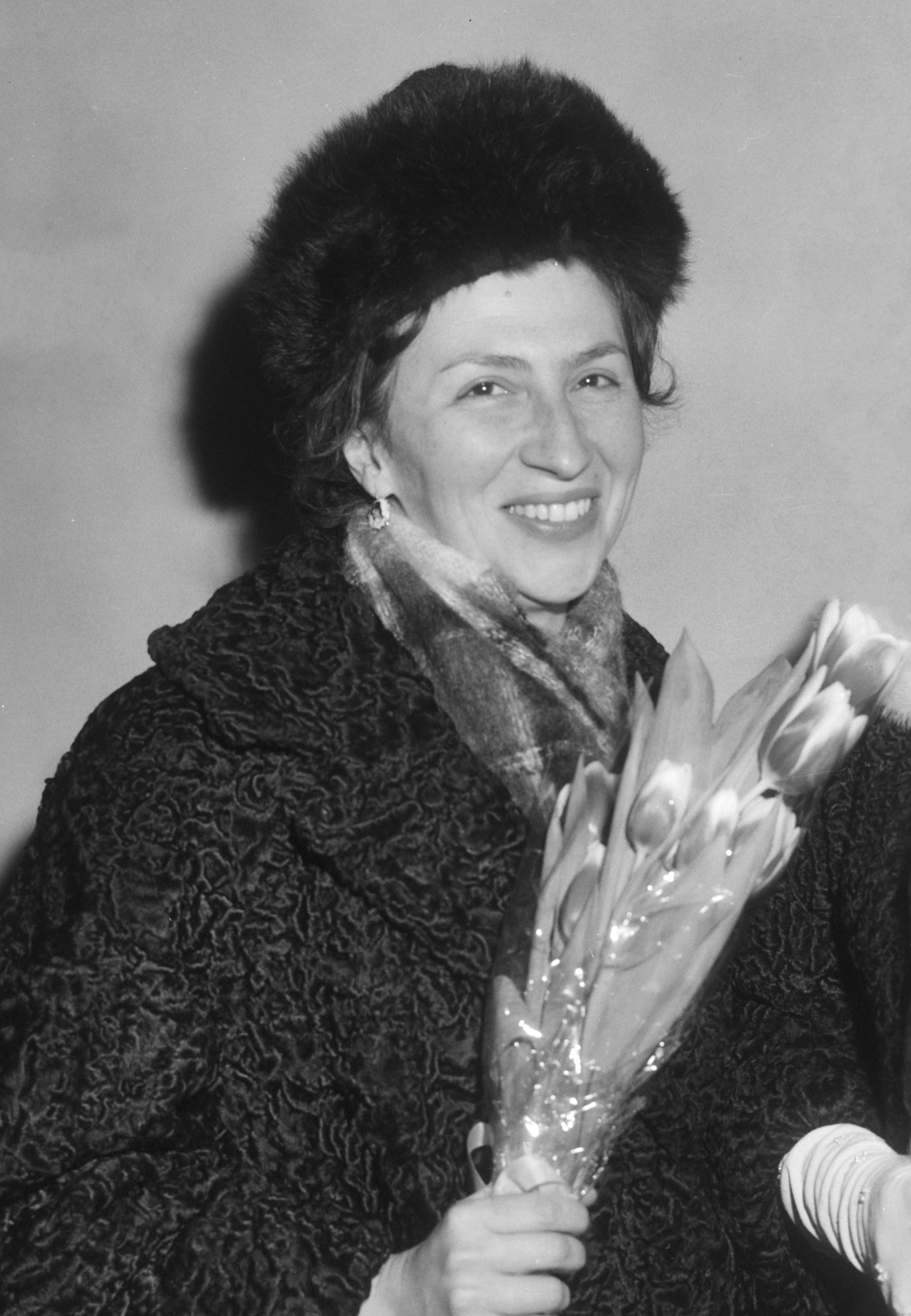
Bella Davidovich, 1949
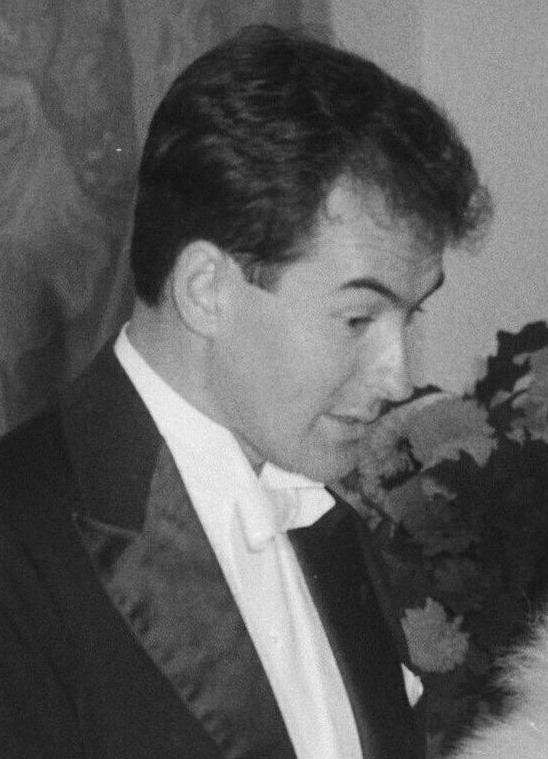
Adam Harasiewicz, 1955
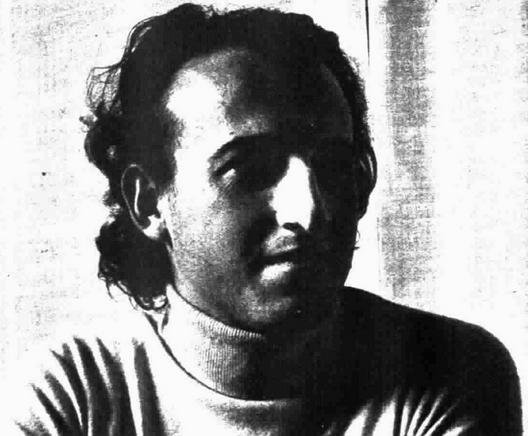
Maurizio Pollini, 1960
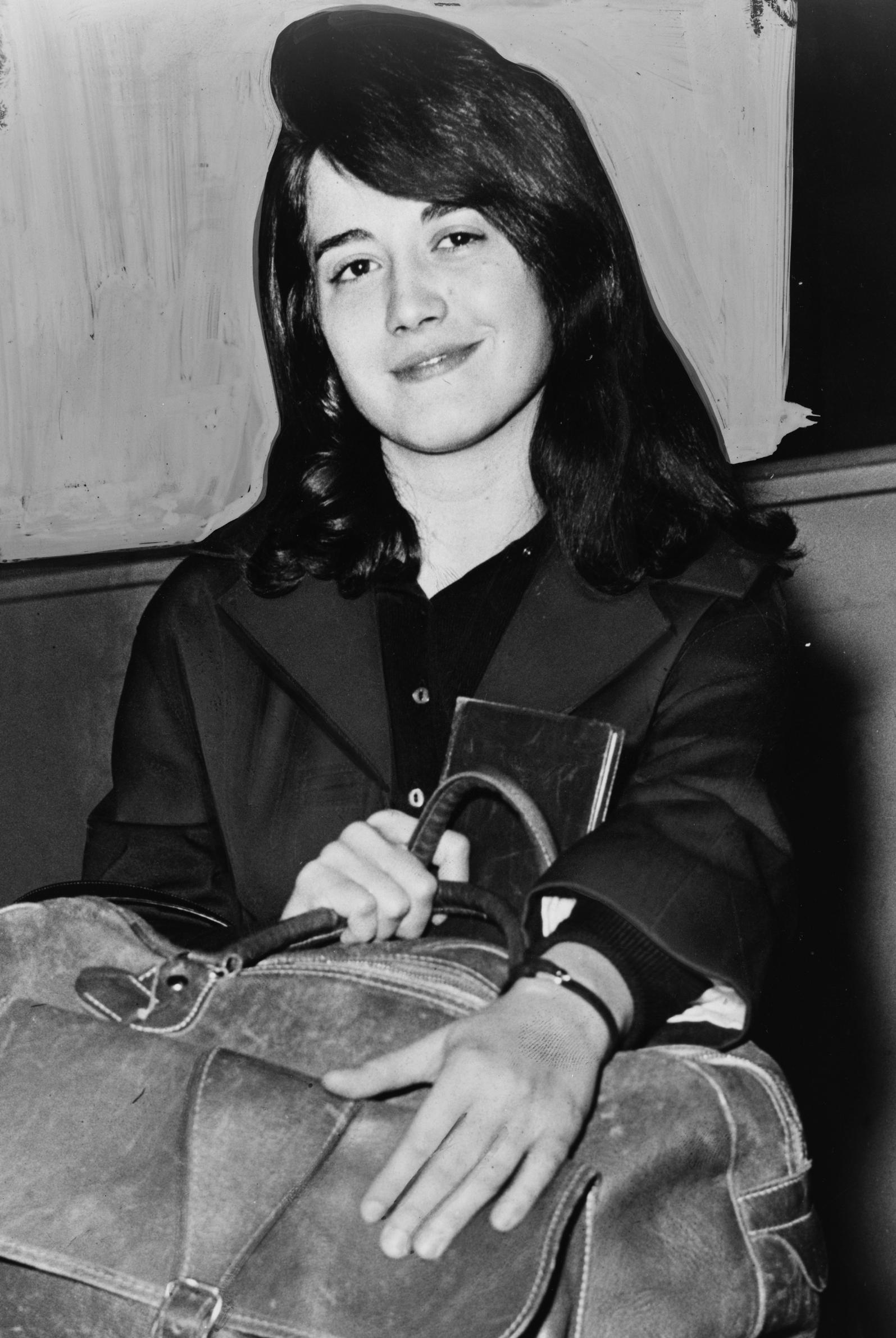
Martha Argerich, 1965
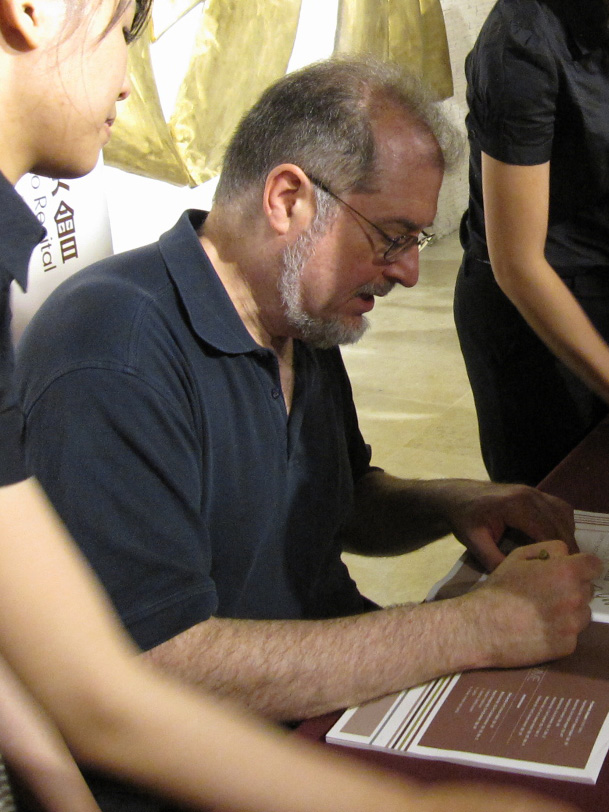
Garrick Ohlsson, 1970
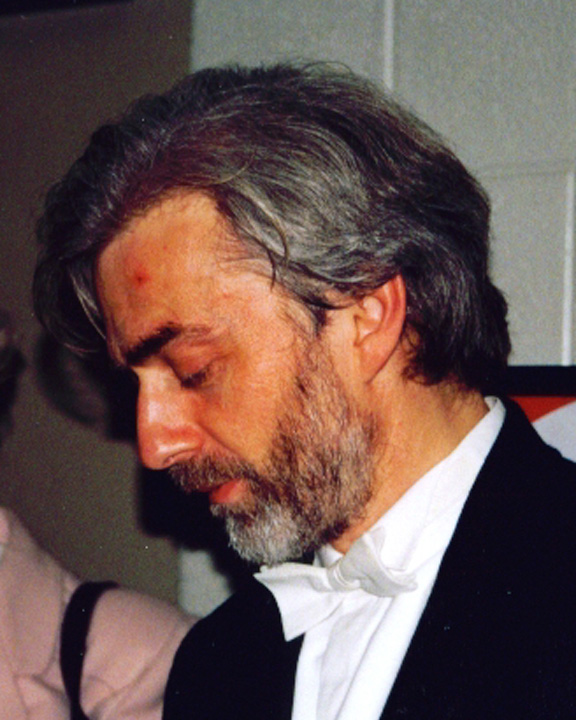
Krystian Zimerman, 1975
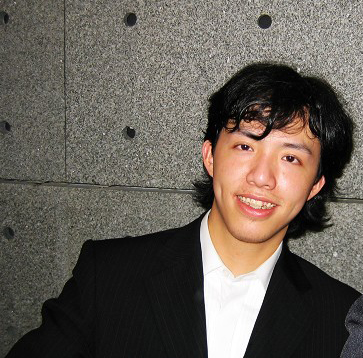
Li Yundi, 2000
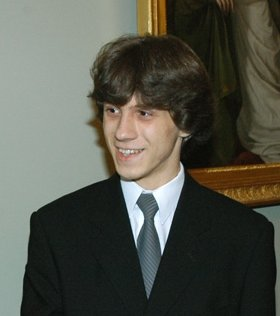
Rafał Blechacz, 2005
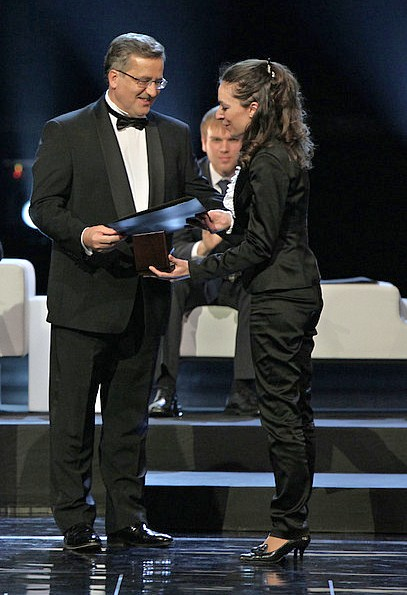
Julianna Awdejewa, 2010
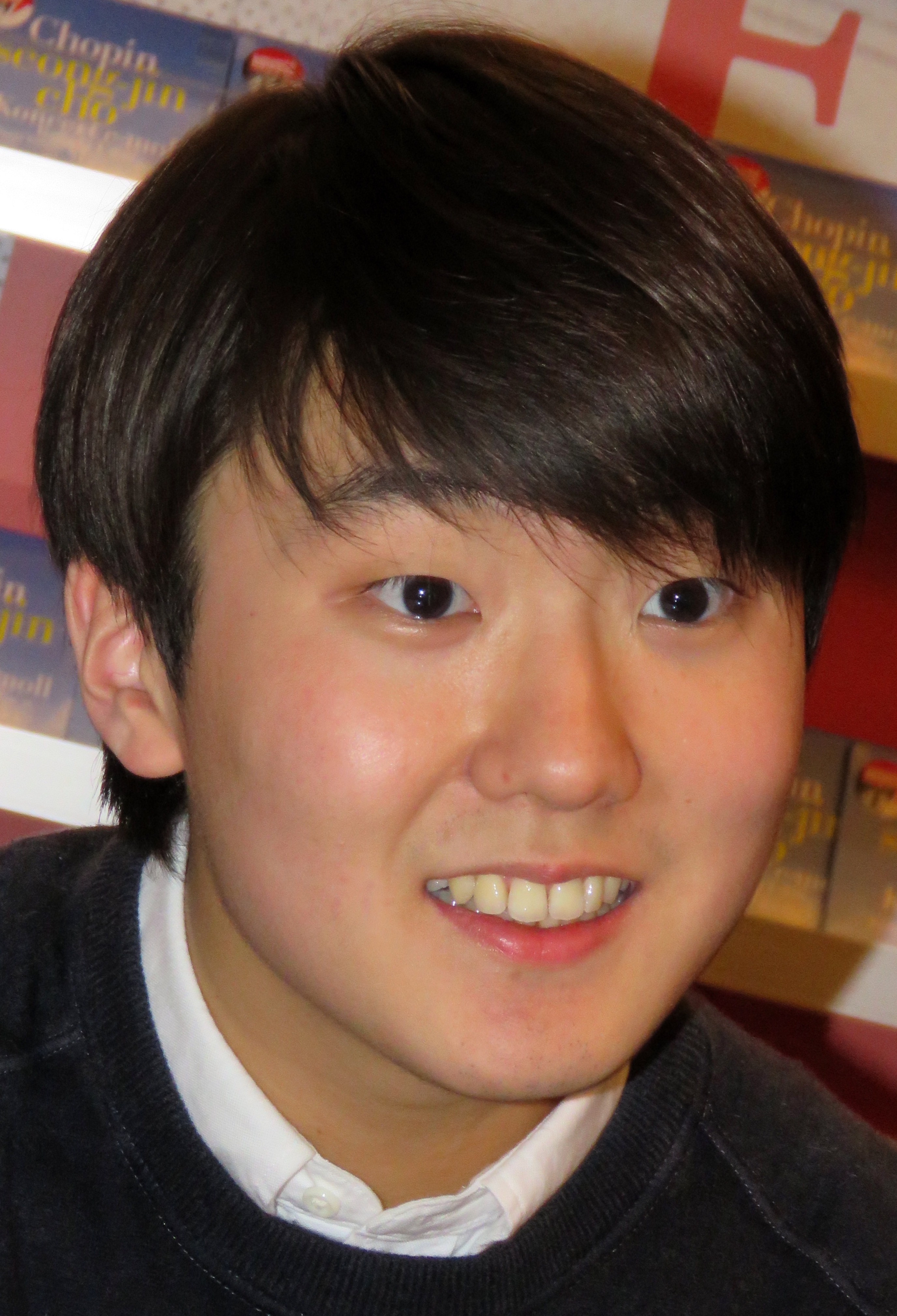
Seong-Jin Cho, 2015
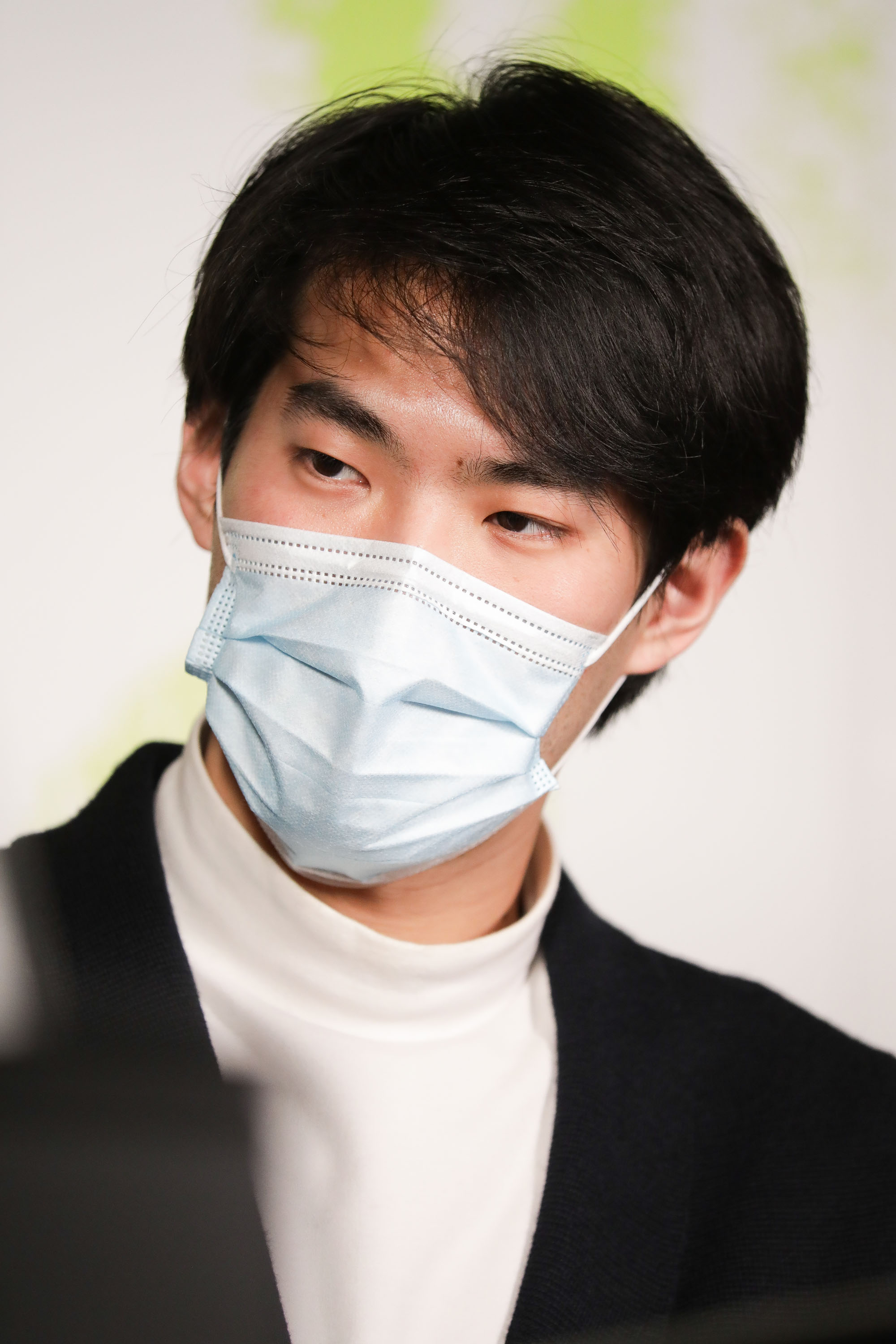
Bruce Liu, 2021

| Preisträger der Chopin-Wettbewerbe | Preisträger der Chopin-Wettbewerbe       | Preisträger der Chopin-Wettbewerbe | Preisträger der Chopin-Wettbewerbe |
| Jahr                               | 1. Preis (Goldmedaille)                  | 2. Preis (Silbermedaille)          | 3. Preis (Bronzemedaille)          |
| ---------------------------------- | ---------------------------------------- | ---------------------------------- | ---------------------------------- |
| 1927                               | Lew Oborin                               | Stanisław Szpinalski               | Róża Etkin-Moszkowska              |
| 1932                               | Alexander Uninski                        | Imre Ungár                         | Bolesław Kon                       |
| 1937                               | Jakow Sak                                | Rosa Tamarkina                     | Witold Małcużyński                 |
| 1942                               | nicht ausgetragen                        |                                    |                                    |
| 1949                               | Halina Czerny-Stefańska Bella Davidovich | Barbara Hesse-Bukowska             | Waldemar Maciszewski               |
| 1955                               | Adam Harasiewicz                         | Vladimir Ashkenazy                 | Fou Ts’ong                         |
| 1960                               | Maurizio Pollini                         | Irina Zarizkaja                    | Tania Achot-Haroutounian           |
| 1965                               | Martha Argerich                          | Arthur Moreira Lima                | Marta Sosińska                     |
| 1970                               | Garrick Ohlsson                          | Mitsuko Uchida                     | Piotr Paleczny                     |
| 1975                               | Krystian Zimerman                        | Dina Joffe                         | Tatiana Fiedkina                   |
| 1980                               | Dang Thai Son                            | Tatiana Schebanowa                 | Arutiun Papazjan                   |
| 1985                               | Stanislaw Bunin                          | Marc Laforet                       | Krzysztof Jabłoński                |
| 1990                               | nicht vergeben                           | Kevin Kenner                       | Yukio Yokoyama                     |
| 1995                               | nicht vergeben                           | Philippe Giusiano Alexei Sultanow  | Gabriela Montero                   |
| 2000                               | Li Yundi                                 | Ingrid Fliter                      | Alexander Kobrin                   |
| 2005                               | Rafał Blechacz                           | nicht vergeben                     | Dong-Hyek Lim Dong-Min Lim         |
| 2010                               | Julianna Awdejewa                        | Lukas Geniušas Ingolf Wunder       | Daniil Trifonov                    |
| 2015                               | Seong-Jin Cho                            | Charles Richard-Hamelin            | Kate Liu                           |
| 2020* (2021)                       | Bruce (Xiaoyu) Liu                       | Alexander Gadjiev Kyōhei Sorita    | Martín García García               |
| 2025                               |                                          |                                    |                                    |

* Wegen der COVID-19-Pandemie auf 2021 verschoben.

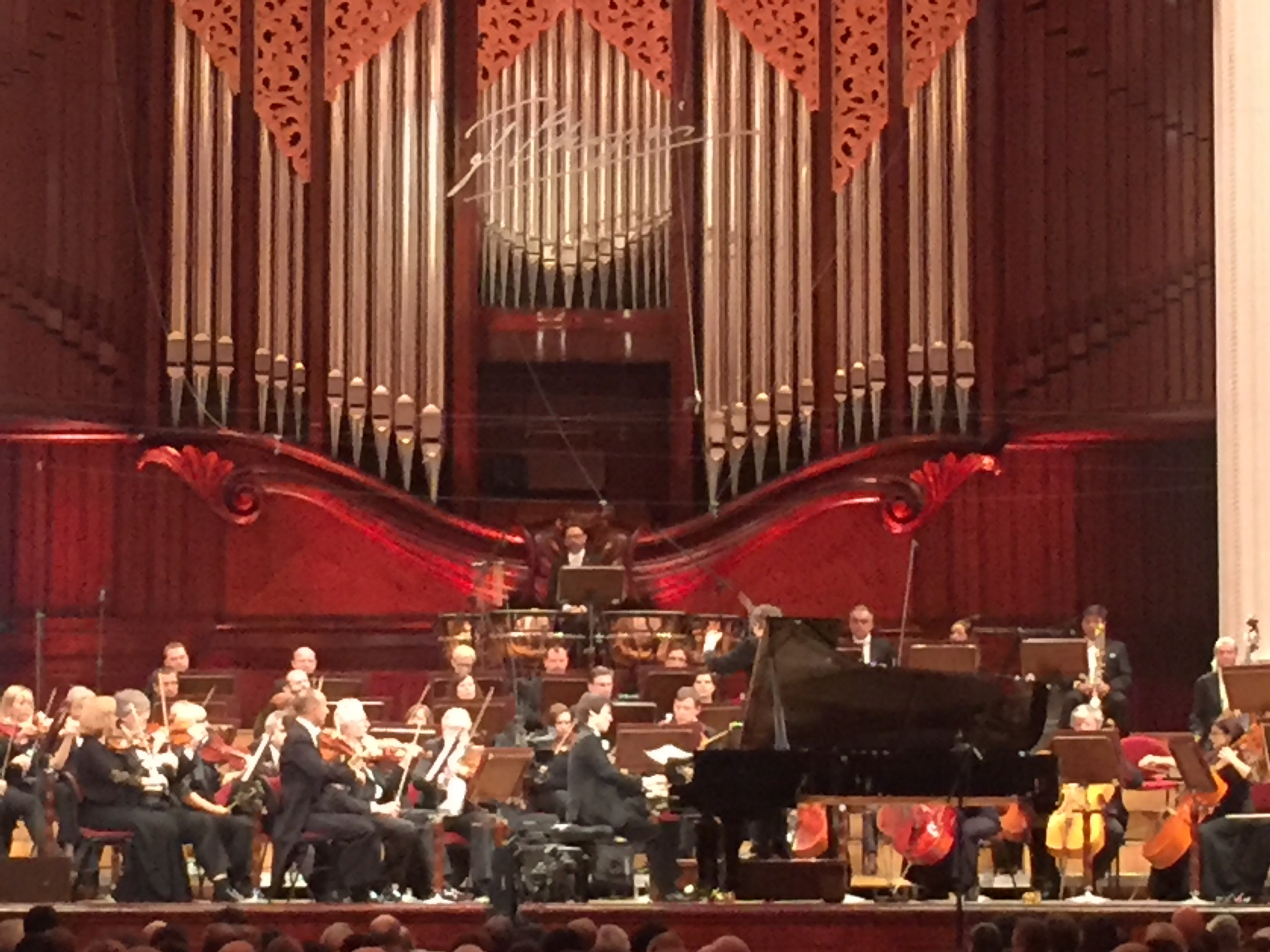
Seong-Jin Cho, Gewinner des Internationalen Chopin-Wettbewerbs 2015, Finalrunde
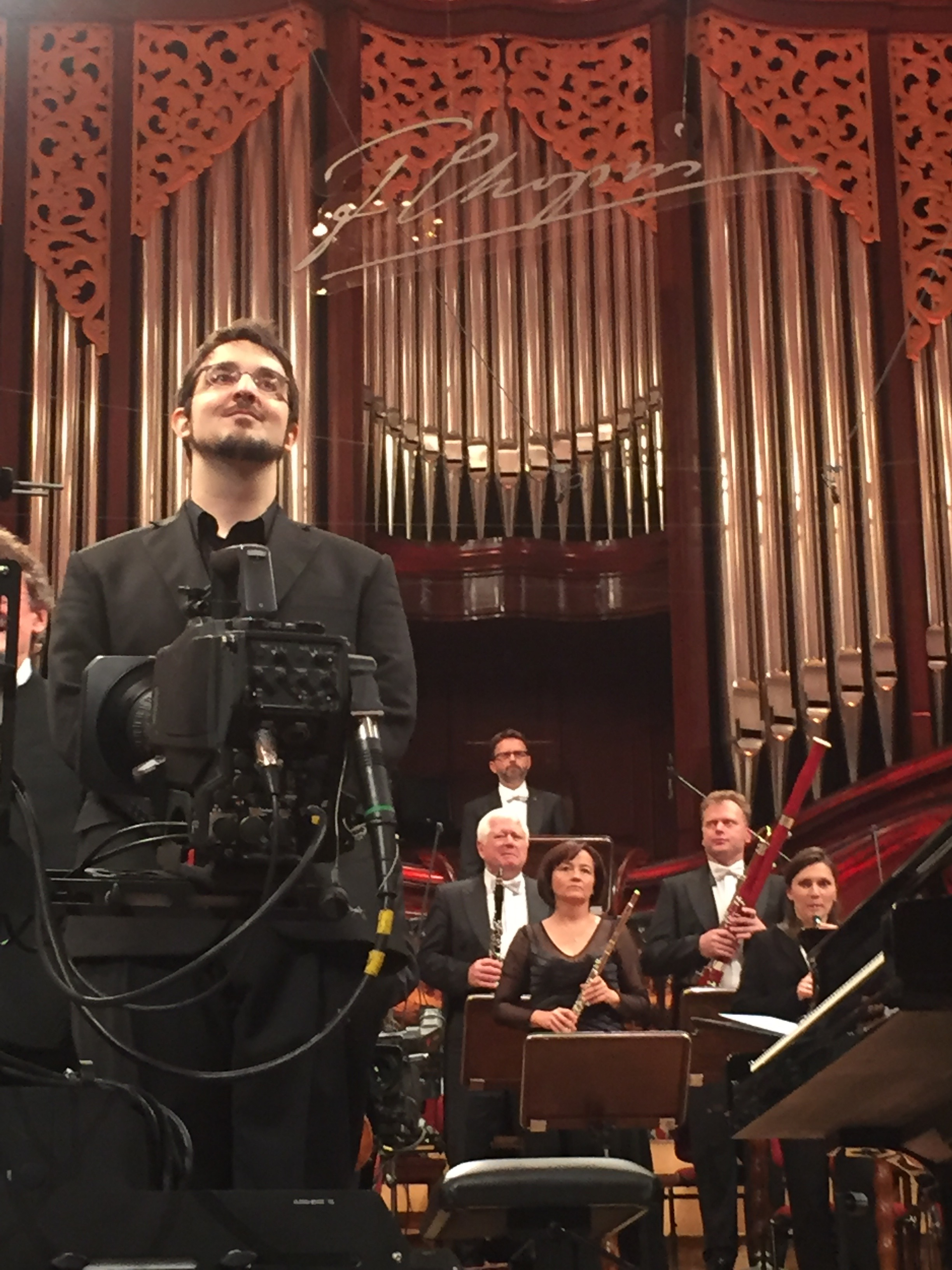
Charles Richard-Hamelin, 2. Platz beim Internationalen Chopin-Wettbewerb 2015
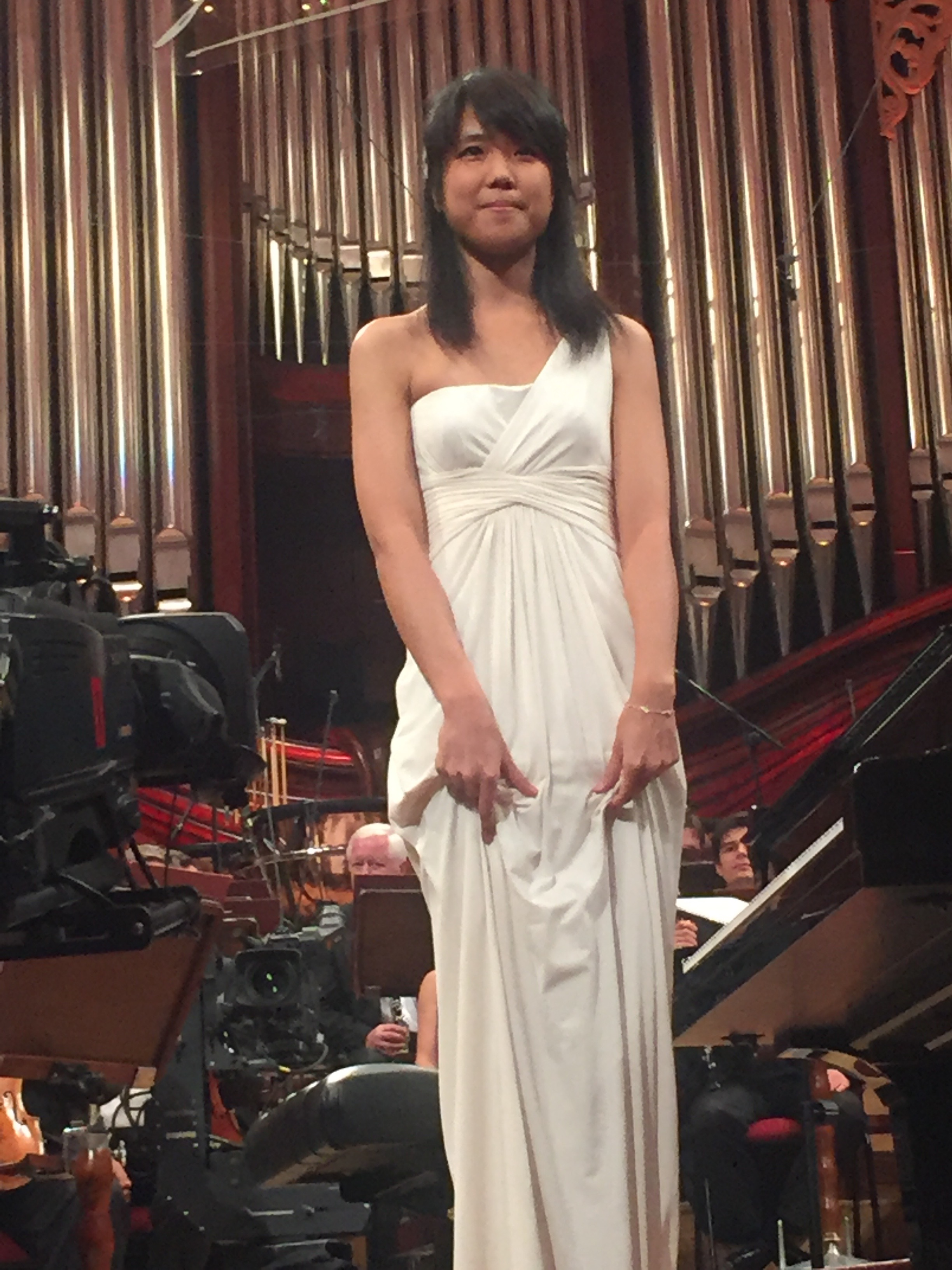
Kate Liu, 3. Platz beim Internationalen Chopin-Wettbewerb 2015

## Sonderpreise
Eine Tradition des Wettbewerbs ist die Vergabe von Sonderpreisen durch die Jury:
- seit 1927: Preis des Polnischen Rundfunks für die beste Performance der Mazurkas
- seit 1960: Preis der Chopin-Gesellschaft für die beste Performance einer Polonaise
- seit 1980: Preis des Nationalen Philharmonieorchesters für die beste Performance eines Klavierkonzerts
- seit 2010: Krystian-Zimerman-Preis für die beste Performance einer Sonate

| Sonderpreise für die beste Performance | Sonderpreise für die beste Performance | Sonderpreise für die beste Performance | Sonderpreise für die beste Performance | Sonderpreise für die beste Performance | Sonderpreise für die beste Performance | Sonderpreise für die beste Performance |
| Jahr                                   | Mazurka                                | Polonaise                              | Konzert                                | Sonate                                 | Polonaise-Fantasie op. 61              |                                        |
| -------------------------------------- | -------------------------------------- | -------------------------------------- | -------------------------------------- | -------------------------------------- | -------------------------------------- | -------------------------------------- |
| 1927                                   | Henryk Sztompka                        |                                        |                                        |                                        |                                        |                                        |
| 1932                                   | Alexander Uninski (staatenlos)         |                                        |                                        |                                        |                                        |                                        |
| 1937                                   | Jakow Sak                              |                                        |                                        |                                        |                                        |                                        |
| 1949                                   | Halina Czerny-Stefańska                |                                        |                                        |                                        |                                        |                                        |
| 1955                                   | Fou Ts’ong                             |                                        |                                        |                                        |                                        |                                        |
| 1960                                   | Irina Zaricka                          | Irina Zaricka                          |                                        |                                        |                                        |                                        |
| 1965                                   | Martha Argerich                        | Marta Sosińska                         |                                        |                                        |                                        |                                        |
| 1970                                   | Garrick Ohlsson                        | Piotr Paleczny                         |                                        |                                        |                                        |                                        |
| 1975                                   | Krystian Zimerman                      | Krystian Zimerman                      |                                        |                                        |                                        |                                        |
| 1980                                   | Ewa Pobłocka Đặng Thái Sơn             | Đặng Thái Sơn Tatiana Schebanowa       | Đặng Thái Sơn Tatiana Schebanowa       |                                        |                                        |                                        |
| 1985                                   | Marc Laforêt                           | Stanislaw Bunin                        | Stanislaw Bunin                        |                                        |                                        |                                        |
| 1990                                   | Nicht vergeben                         | Kevin Kenner Wojciech Świtała          | Nicht vergeben                         |                                        |                                        |                                        |
| 1995                                   | Nicht vergeben                         | Nicht vergeben                         | Nicht vergeben                         |                                        |                                        |                                        |
| 2000                                   | Nicht vergeben                         | Li Yundi Chen Sa                       | Nicht vergeben                         |                                        |                                        |                                        |
| 2005                                   | Rafał Blechacz                         | Rafał Blechacz                         | Rafał Blechacz                         |                                        |                                        |                                        |
| 2010                                   | Daniil Trifonov                        | Lukas Geniušas                         | Ingolf Wunder                          | Julianna Awdejewa                      | Ingolf Wunder                          |                                        |
| 2015                                   | Kate Liu                               | Seong-Jin Cho                          | Nicht vergeben                         | Charles Richard-Hamelin                |                                        |                                        |
| 2020 (2021)                            | Jakub Kuszlik                          | Nicht vergeben                         | Martín García García                   | Alexander Gadjiev                      |                                        |                                        |
| 2025                                   |                                        |                                        |                                        |                                        |                                        |                                        |

Den Publikumspreis 2015 gewann Szymon Nehring (Polen), der durch eine Online-Abstimmung ermittelt wurde.

## XVIII. Chopin-Wettbewerb 2020 verschoben
Der XVIII. Internationale Klavierwettbewerb Fryderyk Chopin sollte vom 2. bis 23. Oktober 2020 in Warschau stattfinden.
Personen im Alter von 16 bis 30 Jahren durften daran teilnehmen. Die Bewerbungen sollten zusammen mit den erforderlichen Unterlagen (einschließlich einer DVD-Aufzeichnung der Stücke, die der Pianist in der ersten Phase aufführen wollte) bis zum 1. Dezember 2019 an das Fryderyk-Chopin-Institut geschickt werden. Nach Prüfung und Bewertung der eingereichten Materialien wählte die eingesetzte Qualifizierungskommission bis zum 9. März 2020 eine Liste von etwa 160 Pianisten aus, die zu den Qualifizierungsprüfungen zugelassen wurden. Die Ausscheidungen sollten am 13. bis 24. April 2020 stattfinden. Die nach der öffentlichen Anhörung der Kandidaten ernannte Jury sollte bis zum 25. April 2020 etwa 80 Pianisten auswählen, die im Oktober zum Hauptwettbewerb zugelassen werden sollten.

### COVID-19-Pandemie
Auf Grund der COVID-19-Pandemie wurde zunächst die Ausscheidung auf den 18. bis 29. September 2020 verschoben. Für den 18. Chopin-Wettbewerb wurde eine Rekordzahl von über 500 Bewerbungen eingereicht. 164 Pianisten aus 33 Ländern qualifizierten sich für die Vorrunde, darunter 18 Künstler, die durch den Gewinn von Preisen bei den in den Bestimmungen angegebenen Klavierwettbewerben zugelassen wurden. Am zahlreichsten waren Vertreter Chinas (34), Japans (31), Polens (19) und Südkoreas (16); mit jeweils mehreren Teilnehmern aus Italien, Russland, den USA, Kanada und Frankreich. Die Jury wählte etwa 80 Pianisten aus, die am Wettbewerb teilnehmen durften. Ihre Namen wurden unmittelbar nach der Ausscheidung bekannt gegeben.

### Qualifikanten
Die Gewinner einiger renommierter Klavierwettbewerbe wurden zum Hauptwettbewerb zugelassen ohne die Notwendigkeit, in den Qualifikationsrunden aufzutreten. Ausgewählt wurden:
1. Piotr Alexewicz ‒ Polen (1. Preis, OKP Warschau 2020)
2. Avery Gagliano ‒ U.S.A. (1. Preis, Miami 2020)
3. Adam Kałduński ‒ Polen (1. Preis, Peking 2019)
4. Szymon Nehring ‒ Polen (1. Preis, Tel Aviv 2017, Publikumspreis 2015)
5. Evren Ozel ‒ U.S.A. (2. Preis, Miami 2020)
6. Kamil Pacholec ‒ Polen (2. Preis, Bydgoszcz 2019)
7. Piotr Pawlak ‒ Polen (1. Preis, Darmstadt 2017 und 2. Preis, OKP Warschau 2020)
8. Yutong Sun ‒ China (2. Preis, Santander 2018)
9. Tomoharu Ushida ‒ Japan (2. Preis, Hamamatsu 2018)

## XVIII. Chopin-Wettbewerb 2021
Aufgrund der COVID-19-Pandemie wurde der 18. Chopin-Wettbewerb auf 2021 verschoben. Eine Durchführung ohne Zuschauer wurde verworfen. Der Wettbewerb fand vom 2. bis 23. Oktober 2021 in der Warschauer Philharmonie statt. Der polnische Minister für Kultur und nationales Erbe, Piotr Gliński, und Artur Szklener, Direktor des Fryderyk Chopin-Instituts in Warschau, beschlossen nach zusätzlichen Konsultationen mit dem polnischen Gesundheitsministerium, den Wettbewerb von Oktober 2020 auf Oktober 2021 zu verschieben.
Alle Tickets für den Chopin-Wettbewerb 2020 waren in nur drei Stunden ausverkauft. Alle für die ausverkaufte Veranstaltung gekauften Tickets blieben gültig. Eine Ticketrückgabe war jedoch möglich.
Die Liste der für den Wettbewerb bereits akzeptierten Pianisten blieb unverändert. Die Ausscheidungsrunden wurden vom 17. bis 28. April 2021 durchgeführt.
Die Wettbewerbsprüfungen waren in drei Etappen unterteilt, vom 3. bis 7. Oktober, vom 9. bis 12. Oktober und vom 14. bis 16. Oktober. Die Abschlusskonzerte fanden vom 18. bis 20. Oktober statt. Vom 21. bis 23. Oktober fanden drei Preisträgerkonzerte statt.
| Wettbewerbskalender |            |             |             |             |             |             |            |             |             |             |             |            |             |             |             |            |            |            |            |            |            |            |
| Ablauf              | Daten 2021 | Daten 2021  | Daten 2021  | Daten 2021  | Daten 2021  | Daten 2021  | Daten 2021 | Daten 2021  | Daten 2021  | Daten 2021  | Daten 2021  | Daten 2021 | Daten 2021  | Daten 2021  | Daten 2021  | Daten 2021 | Daten 2021 | Daten 2021 | Daten 2021 | Daten 2021 | Daten 2021 | Daten 2021 |
| Ablauf              | 2.10       | 3.10        | 4.10        | 5.10        | 6.10        | 7.10        | 8.10       | 9.10        | 10.10       | 11.10       | 12.10       | 13.10      | 14.10       | 15.10       | 16.10       | 17.10      | 18.10      | 19.10      | 20.10      | 21.10      | 22.10      | 23.10      |
| Eröffnungskonzert   |            |             |             |             |             |             |            |             |             |             |             |            |             |             |             |            |            |            |            |            |            |            |
| I. Etappe           |            | 10:00 17:00 | 10:00 17:00 | 10:00 17:00 | 10:00 17:00 | 10:00 17:00 |            |             |             |             |             |            |             |             |             |            |            |            |            |            |            |            |
| II. Etappe          |            |             |             |             |             |             |            | 10:00 17:00 | 10:00 17:00 | 10:00 17:00 | 10:00 17:00 |            |             |             |             |            |            |            |            |            |            |            |
| III. Etappe         |            |             |             |             |             |             |            |             |             |             |             |            | 10:00 17:00 | 10:00 17:00 | 10:00 17:00 |            |            |            |            |            |            |            |
| Finale              |            |             |             |             |             |             |            |             |             |             |             |            |             |             |             |            | 18:00      | 18:00      | 18:00      |            |            |            |
| Konzerte der Sieger |            |             |             |             |             |             |            |             |             |             |             |            |             |             |             |            |            |            |            |            |            |            |

## Preisträger des XVIII. Chopin-Wettbewerbs 2020 (2021)
Artur Szklener, Direktor des Chopin-Instituts, gab bekannt, dass drei führende Pianisten nach allen Durchgängen eine identische Gesamtwertung hatten, was zu sehr langen Debatten in der Jury führte. Für den Gewinner hat sich jedoch die Jury zu guter Letzt eindeutig ausgesprochen. Die beiden anderen Teilnehmer teilen sich den 2. Platz.
| Platzierung         | Preisgeld | Gewinner             | Land                |
| ------------------- | --------- | -------------------- | ------------------- |
| Platz               | 40.000 €  | Bruce (Xiaoyu) Liu   | Kanada              |
| Platz               | 30.000 €  | Alexander Gadjiev    | Italien Slowenien   |
| Platz               | 30.000 €  | Kyohei Sorita        | Japan               |
| Platz               | 20.000 €  | Martín García García | Spanien             |
| 4. Platz            | 15.000 €  | Aimi Kobayashi       | Japan               |
| 4. Platz            | 15.000 €  | Jakub Kuszlik        | Polen               |
| 5. Platz            | 10.000 €  | Leonora Armellini    | Italien             |
| 6. Platz            | 7.000 €   | J J Jun Li Bui       | Kanada              |
| Weitere Preisträger | 4.000 €   | Eva Gevorgyan        | Russland Armenien   |
| Weitere Preisträger | 4.000 €   | Hyuk Lee             | Korea Sud           |
| Weitere Preisträger | 4.000 €   | Kamil Pacholec       | Polen               |
| Weitere Preisträger | 4.000 €   | Hao Rao              | China Volksrepublik |

Zusätzlich wurden drei von vier Sonderpreisen verliehen:
| Sonderpreis                      | Preisgeld | Stifter                 | Gewinner             | Land              |
| -------------------------------- | --------- | ----------------------- | -------------------- | ----------------- |
| Beste Darbietung eines Konzerts  | 5.000 €   | Warschauer Philharmonie | Martín García García | Spanien           |
| Beste Darbietung von Mazurken    | 5.000 €   | Polish Radio            | Jakub Kuszlik        | Polen             |
| Beste Darbietung einer Polonaise | 5.000 €   | Fryderyk Chopin Society | nicht vergeben       | nicht vergeben    |
| Beste Darbietung einer Sonate    | 10.000 €  | Krystian Zimerman       | Alexander Gadjiev    | Italien Slowenien |